# Rudolf Forster
Rudolf Forster, all'anagrafe  Rudolf Heribert Anton Forster (Gröbming, 30 ottobre 1884 – Bad Aussee, 25 ottobre 1968), è stato un attore austro-ungarico.
Diretto da Georg Wilhelm Pabst, interpretò sullo schermo il personaggio di Mackie Messer ne L'opera da tre soldi del 1931.

## Filmografia
- Lepain, der König der Unschuldigen - 1. Teil , regia di Louis Ralph (1914)
- Lepain, der Kampf mit dem Meisterdetektiv John Hawks - 2. Teil, regia di Louis Ralph (1914)
- Das Bild der Ahnfrau , regia di Hubert Moest (1916)
- Der Fall Popinoff (1919)
- Frauenruhm , regia di Ernst Fiedler-Spies (1920)
- Der Schieberkönig , regia di Hubert Moest (1920)
- Kurfürstendamm , regia di Richard Oswald (1920)
- Die Erlebnisse der berühmten Tänzerin Fanny Elßler, regia di Friedrich Zelnik (1920)
- Manolescus Memoiren, regia di Richard Oswald (1920)
- Die Fürstin Woronzoff , regia di Adolf Gärtner (1920)
- Moj, regia di Rudolf Biebrach (1920)
- Tyrannei des Todes, regia di Friedrich Fehér (1920)
- Der Schädel der Pharaonentochter, regia di Otz Tollen (1920)
- Der Mann mit den drei Frauen, regia di Fred Sauer (1920)
- Anna Karenina, regia di Friedrich Zelnik (1920)
- Lepain, der König der Verbrecher - 3. Teil, regia di Hubert Moest, Louis Ralph (1920)
- Lepain, der König der Verbrecher - 4. Teil , regia di Hubert Moest, Louis Ralph (1920)
- Lepain - 5. Teil, regia di Louis Ralph (1920)
- Lepain - 6. Teil , regia di Louis Ralph (1920)
- Glanz und Elend der Kurtisanen, regia di Louis Ralph, Conrad Wiene e Robert Wiene (1920)
- 10 Millionen Volt, regia di Adolf Gärtner (1921)
- Die rote Hexe, regia di Friedrich Fehér (1921)
- Die rote Redoute, regia di Hanns Kobe (1921)
- Das Geheimnis der Gladiatorenwerke - 1. Teil: Im Banne der Frau, regia di Bruno Eichgrün (1921)
- Das Geheimnis der Gladiatorenwerke - 2. Teil: Unter der Maske des Juweliers , regia di Bruno Eichgrün (1921)
- Die Amazone, regia di Richard Löwenbein (1921)
- Amor am Steuer
- Das Geheimnis der Santa Maria , regia di Lothar Mendes (1921)
- Die Jagd nach der Wahrheit, regia di Karl Grune (1921)
- Der ewige Fluch, regia di Fritz Wendhausen (1921)
- Das Erbe , regia di Conrad Wiene (1922)
- Der Abenteurer, regia di Lothar Mendes (1922)
- Die Schuhe einer schönen Frau, regia di Emmerich Hanus (1922)
- Am Rande der Großstadt, regia di Hanns Kobe (1922)
- Zwischen Tag und Traum, regia di Bruno Ziener (1922)
- Die Jagd nach der Frau, regia di Bruno Ziener (1922)
- Erdgeist , regia di Leopold Jessner (1923)
- Die Männer der Sybill , regia di Frederic Zelnik (1923)
- Fridericus Rex - 4. Teil: Schicksalswende, regia di Arzén von Cserépy (1923)
- Lyda Ssanin, regia di Frederic Zelnik (1923)
- Adam und Eva, regia di Friedrich Porges e Reinhold Schünzel (1923)
- Auferstehung. Katjuscha Maslowa, regia di Frederic Zelnik (1923)
- Tragödie der Liebe , regia di Joe May (1923)
- S.O.S. Die Insel der Tränen, regia di Lothar Mendes (1923)
- Fröken Fob, regia di Elis Ellis (1923)
- Die Sonne von St. Moritz, regia di Hubert Moest e Friedrich Weissenberg (1923)
- Die Mariontten der Fürstin, regia di Frederic Zelnik (1924)
- Horrido, regia di Johannes Meyer (1924)
- L'erede dei Grishus (Zur Chronik von Grieshuus), regia di Arthur von Gerlach (1925)
- Sein großer Fall, regia di Fritz Wendhausen (1926)
- Pique Dame, regia di Pál Fejös (1927)
- Die Hose (1927)
- Feme, regia di Richard Oswald (1927)
- L'opera da tre soldi (Die 3 Groschen-Oper), regia di Georg Wilhelm Pabst (1931)
- Ariane, regia di Paul Czinner (1931)
- Il generale York  (Yorck), regia di Gustav Ucicky (1931)
- La contessa di Montecristo (Die Gräfin von Monte-Christo), regia di Karl Hartl (1932)
- Der träumende Mund, regia di Paul Czinner (1932)
- L'inferno dei mari  (Morgenrot), regia di Vernon Sewell, Gustav Ucicky (1933)
- Alta scuola (Hohe Schule), regia di Erich Engel (1934)
- Giovanna d'Arco (Das Mädchen Johanna), regia di Gustav Ucicky (1935)
- Il re dei commedianti (...nur ein Komödiant), regia di Erich Engel (1935)
- Die ganz großen Torheiten, regia di Carl Froelich (1937)
- Island of Lost Men, regia di Kurt Neumann (1939)
- Wien 1910, regia di E.W. Emo (1943)
- Der gebieterische Ruf , regia di Gustav Ucicky (1944)
- Ein Blick zurück, regia di Gerhard Menzel (1944)
- Fahrt ins Glück , regia di Erich Engel (1948)
- Der Mann, der zweimal leben wollte, regia di Viktor Tourjansky (1950)
- Die tödlichen Träume, regia di Paul Martin (1951)
- Unvergängliches Licht , regia di Arthur Maria Rabenalt (1951)
- Im Weissen Rössl  (1952)
- Viktoria und ihr Husar (1954)
- Gestapo in agguato (Rittmeister Wronski), regia di Ulrich Erfurth (1954)
- Spionage, regia di Franz Antel (1955)
- Eine Frau genügt nicht? , regia di Ulrich Erfurth (1955)
- Der letzte Mann, regia di Harald Braun (1955)
- Regine, regia di Harald Braun (1956)
- Waldwinter, regia di Wolfgang Liebeneiner (1956)
- Liana, la figlia della foresta (Liane, das Mädchen aus dem Urwald), regia di Eduard von Borsody (1956)
- Kaiserjäger, regia di Willi Forst (1956)
- Die unentschuldigte Stunde, regia di Willi Forst, Rolf Kutschera (1957)
- Spielbank-Affäre , regia di Arthur Pohl (1957)
- ...und führe uns nicht in Versuchung, regia di Rolf Hansen (1957)
- Skandal in Ischl , regia di Rolf Thiele (1957)
- Man müßte nochmal zwanzig sein, regia di Hans Quest (1958)
- Eva confidenze di una minorenne (Die Halbzarte), regia di Rolf Thiele (1959)
- Il resto è silenzio  (Der Rest ist Schweigen), regia di Helmut Käutner (1959)
- Morgen wirst du um mich weinen, regia di Alfred Braun (1959)
- Der liebe Augustin, regia di Rolf Thiele (1960)
- Das Glas Wasser, regia di Helmut Käutner (1960)
- Scacco alla follia (Schachnovelle), regia di Gerd Oswald (1960)
- Il diavolo suonò la balalaika (Der Teufel spielte Balalaika), regia di Leopold Lahola (1961)
- La grande ruota (Das Riesenrad), regia di Géza von Radványi (1961)
- Via Mala, regia di Paul May (1961)
- F.B.I. contro dottor Mabuse (Im Stahlnetz des Dr. Mabuse), regia di Harald Reinl (1961)
- Liane, die Tochter des Dschungels, regia di Hermann Leitner e, non accreditato, Eduard von Borsody (1961)
- Lulù l'amore primitivo  (Lulu), regia di Rolf Thiele (1962)
- Funken in der Asche, regia di Kurt Wilhelm - film tv (1962)
- Er kanns nicht lassen, regia di Axel von Ambesser (1962)
- Die letzten Masken, regia di Rainer Wolffhardt - film tv (1962)
- Orizzontale di lusso (Moral 63), regia di Rolf Thiele (1963)
- Il giustiziere di Londra (Der Henker von London), regia di Edwin Zbonek (1963)
- Il cardinale (The Cardinal), regia di Otto Preminger (1963)
- Robinson soll nicht sterben, regia di Franz Josef Wild - film tv (1963)
- La tomba insanguinata (Die Gruft mit dem Rätselschloß), regia di Franz Josef Gottlieb (1964)
- Tonio Kröger, regia di Rolf Thiele (1964)
- Haus Herzenstod, regia di Detlof Krüger (1964)
- L'incesto (Wälsungenblut), regia di Rolf Thiele (1965)
- Die Reise  (1965)
- Sparate su Stanislao (Pleins feux sur Stanislas), regia di Jean-Charles Dudrumet (1965)
- Das Abgründige in Herrn Gerstenberg (1966)
- I dolci peccati di Venere (Grieche sucht Griechin ), regia di Rolf Thiele (1966)
- Der Kirschgarten  (1966)
- Siedlung Arkadien, regia di Hans-Dieter Schwarze - film tv (1967)
- Die Gesichte der Simone Machard, regia di Manfred Karge, Matthias Langhoff - film tv (1968)
- Die Geschichte von Vasco, regia di Heinz Schirk - film tv (1968)
- Le dolcezze del peccato (Der Turm der verbotenen Liebe), regia di Francois Legrand (Franz Antel) e, non accreditato, Fritz Umgelter (1968)
- Der Eismann kommt, regia di Günter Gräwer (film tv) (1968)
- Vanillikipferln, regia di Wolfgang Liebeneiner - film tv (1969)
- Rotmord, regia di Peter Zadek - film tv (1969)
- Pelle su pelle (Von Haut zu Haut), regia di Hans Schott-Schöbinger (come John Scott) (1969)